# Grand Prix-wegrace van Tsjecho-Slowakije 1979
De Grand Prix-wegrace van Tsjecho-Slowakije 1979 was de twaalfde race van het wereldkampioenschap wegrace-seizoen 1979. De races werden verreden op 19 augustus 1979 op de Masaryk-Ring nabij Brno. Tijdens deze Grand Prix werden de wereldtitels in de 350cc-klasse en in de zijspan B2A-klasse beslist. Bovendien won voor het eerst in de geschiedenis een Franse motorfiets een WK-race. Voor de B2A-klasse was dit de laatste race van het seizoen.

## Algemeen
Net als in 1978 kende de Grand Prix van Tsjecho-Slowakije geen 500cc-race, maar desondanks trokken de races volgens de organisatie een recordaantal van 280.000 toeschouwers. Daarbij waren veel bezoekers uit de DDR, die zelf al jarenlang geen eigen WK-race meer hadden. Het circuit kreeg veel kritiek van de rijders, nu het asfalt door slijtage steeds gladder begon te worden en overal langs de huizen manshoge stapels strobalen voor veiligheid moesten zorgen. Het wachten was op een nieuw, permanent circuit waarvoor de plannen al klaar waren, maar dat pas in 1981 werd verwacht.

### Niet verschenen
Het team van Minarelli kwam niet naar Brno omdat Ángel Nieto zijn zestigste GP-overwinning in Le Mans wilde vieren. Teamgenoot Pier Paolo Bianchi vond dat geen goed idee, want hij stond op dat moment slechts tiende in de WK-stand van de 125cc-klasse en kon de punten goed gebruiken. Het plannetje van Nieto mislukte overigens. Eugenio Lazzarini kon niet starten nadat hij de Finse Grand Prix een heup had geblesseerd.

## 350 cc
Kork Ballington vormde samen met Patrick Fernandez, Eric Saul, Roland Freymond en Pekka Nurmi de kopgroep in de 350cc-race in Brno. In de tiende ronde was Toni Mang voor Ballington gekropen, tot vreugde van het publiek. Ballington dacht rustig op de tweede plaats te kunnen blijven, voor Gregg Hansford, maar werd volkomen verrast toen Fernandez hem passeerde. Door wat extra gas te geven reed hij Hansford en Fernandez weer los, maar Mang maakte het Ballington tot in de laatste ronde moeilijk. Doordat Patrick Fernandez slechts derde werd was Kork Ballington nu wereldkampioen, maar man van de wedstrijd was Toni Mang, die een slechte start had gehad. Hij verbeterde het ronderecord met zeven seconden.

### Uitslag 350 cc
| Pos | Coureur            | Merk          | Tijd          | Punten |
| --- | ------------------ | ------------- | ------------- | ------ |
| 1   | Kork Ballington    | Kawasaki      | 49' 53" 97    | 15     |
| 2   | Toni Mang          | Kawasaki      | +0" 43        | 12     |
| 3   | Patrick Fernandez  | Yamaha        | +15" 43       | 10     |
| 4   | Gregg Hansford     | Kawasaki      | +23" 38       | 8      |
| 5   | Eric Saul          | Adriatica     | +56" 11       | 6      |
| 6   | Roland Freymond    | Yamaha        | +1' 03" 09    | 5      |
| 7   | Pekka Nurmi        | Yamaha        | +1' 12" 07    | 4      |
| 8   | Klaas Hernamdt     | Yamaha        | +1' 18" 87    | 3      |
| 9   | Michel Frutschi    | Yamaha        | +1' 29" 32    | 2      |
| 10  | Jeffrey Sayle      | Yamaha        | +1' 47" 81    | 1      |
| 11  | Harald Merkl       | Yamaha        | +2' 15" 58    |        |
| 12  | Siegfried Minich   | Yamaha        | +2' 48" 95    |        |
| 13  | Adelio Faccioli    | Yamaha        | +3' 05" 16    |        |
| 14  | Alan North         | Yamaha        | +3' 09" 84    |        |
| 15  | Rini van Kasteren  | Yamaha        | +3' 13" 65    |        |
| 16  | Ernst Fagerer      | Yamaha        | +3' 20" 33    |        |
| 17  | Sadao Asami        | Yamaha        | +4' 25" 46    |        |
| 18  | Michael Schmid     | Yamaha        | +1 ronde      |        |
| 19  | Peter Baláž        | Yamaha        | +8 ronden     |        |
| DNF | Walter Villa       | Yamaha        | motor         |        |
| DNF | Paolo Pileri       | Yamaha        |               |        |
| DNF | Vic Soussan        | Yamaha        |               |        |
| DNF | Pentti Korhonen    | Yamaha        |               |        |
| DNF | Eduard Stöllinger  | Kawasaki      |               |        |
| DNF | Olivier Chevallier | Yamaha        |               |        |
| DNF | Richard Hubin      | Yamaha        |               |        |
| DNF | Jon Ekerold        | Yamaha        |               |        |
| DNF | Patrick Pons       | Yamaha        |               |        |
| DNF | Grunwald Harfmann  | Yamaha        | val           |        |
| DNF | Etienne Geeraerdt  | Yamaha        |               |        |
| DNF | Christian Sarron   | Yamaha        |               |        |
| DNF | Christian Estrosi  | Kawasaki      |               |        |
| DNF | Eero Hyvärinen     | Yamaha        |               |        |
| DNF | Yoshimi Matsumoto  | Yamaha        |               |        |
| DNF | Gustav Reiner      | Yamaha        |               |        |
| DNF | Josef Hage         | Yamaha        |               |        |
| DNF | Bohumil Staša      | Yamaha        |               |        |
| DNF | Bernd Tüngethal    | Yamaha        |               |        |
| DNF | Kenny Blake        | Yamaha        |               |        |
| DNF | Chas Mortimer      | Yamaha        |               |        |
| DNF | Michel Rougerie    | Bimota-Yamaha | Bimota-Yamaha |        |

## 250 cc
Nu Kork Ballington wereldkampioen was beschouwde hij de 250cc-race van Tsjecho-Slowakije min of meer als training voor de 350cc-race. Toch nam hij meteen de leiding voor Graziano Rossi, Paolo Pileri, Toni Mang, Gregg Hansford en Randy Mamola. Rossi nam twee ronden lang de leiding, maar zijn rijstijl werkte op de zenuwen van zijn concurrenten. Ballington passeerde hem, draaide zich om en wees op zijn voorhoofd en ook Mang was na de race niet te spreken over het gevaarlijke rijden van Rossi. Opmerkelijk genoeg verklaarde Rossi na de race juist dat hij het circuit eigenlijk te gevaarlijk vond om op te racen. HIj werd desondanks tweede achter Ballington en voor Paolo Pileri. Toni Mang deed het in de laatste ronde rustig aan omdat Rossi en Pileri voor hem niet belangrijk waren in de WK-stand en werd vierde met 27 seconden achterstand.

### Uitslag 250 cc
| Pos | Coureur                      | Merk       | Tijd       | Punten |
| --- | ---------------------------- | ---------- | ---------- | ------ |
| 1   | Kork Ballington              | Kawasaki   | 43' 39" 49 | 15     |
| 2   | Graziano Rossi               | Morbidelli | +5" 09     | 12     |
| 3   | Paolo Pileri                 | Yamaha     | +5" 53     | 10     |
| 4   | Toni Mang                    | Kawasaki   | +27" 18    | 8      |
| 5   | Randy Mamola                 | Yamaha     | +1' 03" 45 | 6      |
| 6   | Patrick Fernandez            | Yamaha     | +1' 03" 92 | 5      |
| 7   | Olivier Chevallier           | Yamaha     | +1' 04" 49 | 4      |
| 8   | Eduard Stöllinger            | Kawasaki   | +1' 12" 80 | 3      |
| 9   | Walter Villa                 | Yamaha     | +1' 18" 14 | 2      |
| 10  | Roland Freymond              | Yamaha     | +1' 18" 88 | 1      |
| 11  | Klaas Hernamdt               | Yamaha     | +1' 19" 91 |        |
| 12  | Christian Estrosi            | Kawasaki   | +1' 42" 13 |        |
| 13  | Jean-François Baldé          | Kawasaki   | +1' 43" 00 |        |
| 14  | Siegfried Minich             | Yamaha     | +1' 43" 75 |        |
| 15  | Gregg Hansford               | Kawasaki   | +1' 54" 00 |        |
| 16  | Grunwald Harfmann            | Yamaha     | +2' 06" 86 |        |
| 17  | Jeffrey Sayle                | Yamaha     | +2' 07" 63 |        |
| 18  | Etienne Geeraerdt            | Yamaha     | +2' 16" 29 |        |
| 19  | René Delaby                  | Yamaha     | +2' 17" 23 |        |
| 20  | Hans Müller                  | Yamaha     | +2' 18" 06 |        |
| 21  | Murray Sayle                 | Yamaha     | +2' 29" 23 |        |
| 22  | Josef Hage                   | Yamaha     | +2' 34" 38 |        |
| 23  | Hans Gasser                  | Kawasaki   | +2' 36" 40 |        |
| 24  | Franco Marcheggiani          | Yamaha     | +2' 40" 79 |        |
| 25  | Fernando González De Nicolás | Yamaha     | +2' 55" 03 |        |
| 26  | Yves de Kimpe                | Bimota     | +3' 09" 02 |        |
| 27  | Peter Baláž                  | Yamaha     | +3' 21" 03 |        |
| 28  | Alain Béraud                 | Yamaha     | +3' 29" 24 |        |
| 29  | Karl-Thomas Grässel          | Yamaha     | +3' 49" 25 |        |
| DNF | Chas Mortimer                | Yamaha     |            |        |
| DNF | Guy Bertin                   | Yamaha     |            |        |
| DNF | Sadao Asami                  | Yamaha     |            |        |
| DNF | Pekka Nurmi                  | Yamaha     |            |        |
| DNF | Jon Ekerold                  | Yamaha     |            |        |
| DNF | Eric Saul                    | Yamaha     |            |        |
| DNF | José Cecotto                 | Yamaha     |            |        |
| DNF | Richard Hubin                | Yamaha     |            |        |
| DNF | Vladimir Jarolim             | Yamaha     |            |        |
| DNF | Raymond Roche                | Yamaha     |            |        |
| DNF | Bernd Tüngethal              | Yamaha     |            |        |
| DNF | Sauro Pazzaglia              | Yamaha     |            |        |
| DNF | János Drapál                 | Yamaha     |            |        |
| DNF | Alan North                   | Yamaha     |            |        |
| DNF | Jan Bartunek                 | Jawa       |            |        |
| DNF | Barry Ditchburn              | Kawasaki   |            |        |
| DNF | Pentti Korhonen              | Yamaha     |            |        |
| DNF | Vic Soussan                  | Yamaha     |            |        |
| DNF | Eero Hyvärinen               | Yamaha     |            |        |

## 125 cc
Het Minarelli-team ontbrak in Tsjecho-Slowakije, wat opmerkelijk was omdat Ángel Nieto, die al wereldkampioen was, ondanks zijn blessures wel in Silverstone gestart was. Harald Bartol nam meteen de leiding in de race, maar werd snel bijgehaald door Guy Bertin en Maurizio Massimiani. Daardoor ontstond een fel gevecht om de eerste plaats die uiteindelijk werd gewonnen door Bertin. Dat was een succes voor Motobécane, dat daardoor het eerste Franse merk in de geschiedenis werd dat een WK-race won. Twee jaar was de machine bestuurd door Thierry Espié, die nu geblesseerd was. Men had de machine aan Michel Rougerie willen geven, maar dat kon niet door verschillende sponsorverplichtingen en daarom had Bertin hem uiteindelijk gekregen. Harald Bartol haalde al zijn achtste tweede plaats in een WK-race. De gearing die hij in de trainingen had gekozen klopte niet meer omdat de windrichting was veranderd.

### Uitslag 125 cc
| Pos | Coureur                      | Merk       | Tijd       | Punten |
| --- | ---------------------------- | ---------- | ---------- | ------ |
| 1   | Guy Bertin                   | Motobécane | 46' 15" 18 | 15     |
| 2   | Harald Bartol                | Morbidelli | +4" 03     | 12     |
| 3   | Maurizio Massimiani          | MBA        | +22" 47    | 10     |
| 4   | Gert Bender                  | Bender     | +1' 02" 02 | 8      |
| 5   | Hans Müller                  | MBA        | +1' 14" 38 | 6      |
| 6   | Bruno Kneubühler             | MBA        | +1' 28" 30 | 5      |
| 7   | Rolf Blatter                 | Morbidelli | +1' 32" 93 | 4      |
| 8   | Peter Baláž                  | Morbidelli | +2' 02" 54 | 3      |
| 9   | Peter Looijesteijn           | MBA        | +2' 19" 83 | 2      |
| 10  | Patrick Hérouard             | Morbidelli | +2' 22" 13 | 1      |
| 11  | Walter Koschine              | Fantic     | +2' 38" 91 |        |
| 12  | Ernst Fagerer                | Morbidelli | +2' 46" 74 |        |
| 13  | Stefan Jansen                | Morbidelli | +3' 39" 59 |        |
| 14  | Theo Timmer                  | Morbidelli | +3' 41" 34 |        |
| 15  | Jean-François Lecureux       | Morbidelli | +4' 23" 72 |        |
| 16  | Zbyněk Havrda                | Morbidelli | +4' 26" 01 |        |
| 17  | Bedřich Fendrich             | Juventa    | +1 ronde   |        |
| 18  | Heinz Pristavnik             | Morbidelli | +1 ronde   |        |
| 19  | Jan Dobias                   | MZ         | +5 ronden  |        |
| DNF | Ricardo Tormo                | Bultaco    |            |        |
| DNF | Alojz Pavlic                 | MBA        |            |        |
| DNF | Fernando González De Nicolás | Morbidelli | val        |        |
| DNF | Werner Schmied               | Rotax      |            |        |
| DNF | François Granon              | Morbidelli |            |        |
| DNF | Jean-Louis Guignabodet       | Morbidelli |            |        |
| DNF | Leif Gustafsson              | Morbidelli |            |        |
| DNF | August Auinger               | Morbidelli |            |        |
| DNF | Stefan Dörflinger            | Morbidelli | val        |        |
| DNF | Boris Bajc                   | MBA        |            |        |
| DNF | Kamil Hrušecky               | VAB-Jawa   |            |        |
| DNF | Karel Sedláček               | Morbidelli |            |        |
| DNF | Karel Hanika Sr.             | Morbidelli |            |        |
| DNF | Zdenĕk Zidlik                | Morbidelli |            |        |
| DNF | Marcelino García             | Morbidelli |            |        |
| DNF | Alfred Waibel                | Morbidelli |            |        |
| DNF | Patrick Plisson              | Morbidelli |            |        |
| DNF | Hagen Klein                  | Hess       |            |        |
| DNF | Per-Edvard Carlsson          | MBA        | val        |        |
| DNF | Italo Zerbini                | MBA        |            |        |
| DNF | Aldo Pero                    | Morbidelli |            |        |
| DNF | Reiner Koster                | MBA        |            |        |

## Zijspanklasse B2A
Bij de start van de zijspanrace in Brno hadden Rolf Steinhausen en Rolf Biland nog kans op de wereldtitel, maar Steinhausen had acht punten voorsprong op Biland. Tot een groot gevecht kwam het echter niet, want Steinhausen/Arthur kregen hun Yamaha met moeite gestart en in hun poging een tegenstander in te halen reden ze met 220 km/h het zand in. Rolf Steinhausen had zware kneuzingen en Kenny Arthur een ontwrichte schouder. Toen Rolf Biland na de eerste ronde het wrak van de machine van Steinhausen zag liggen wist hij dat hij slechts vierde hoefde te worden om de werelditel zeker te stellen. Hoewel Dick Greasley en John Parkins in de vijfde ronde even de leiding namen, wisten Biland/Waltisperg toch vrij eenvoudig te winnen. Spannender was het gevecht om de derde plaats tussen Werner Schwärzel/Andreas Huber en Siegfried Schauzu/Lorenzo Puzo. Schwärzel won nipt, maar voor Schauzu was dat niet erg; hij passeerde Jock Taylor/Benga Johansson in de WK-stand en eindigde als vierde.

### Uitslag zijspanklasse B2A
| Pos | Coureur           | Bakkenist          | Merk           | Tijd       | Punten |
| --- | ----------------- | ------------------ | -------------- | ---------- | ------ |
| 1   | Rolf Biland       | Kurt Waltisperg    | Schmid-Yamaha  | 44' 50" 23 | 15     |
| 2   | Dick Greasley     | John Parkins       | Yamaha         | +2" 43     | 12     |
| 3   | Werner Schwärzel  | Andreas Huber      | Yamaha         | +28" 11    | 10     |
| 4   | Siegfried Schauzu | Lorenzo Puzo       | Busch-Yamaha   |            | 8      |
| 5   | Egbert Streuer    | Johan van der Kaap | Schmid-Yamaha  |            | 6      |
| 6   | Max Venus         | Norbert Bittermann | Yamaha         |            | 5      |
| 7   | Bill Hodgkins     | Donnie Williams    | Digby-Yamaha   |            | 4      |
| 8   | Derek Jones       | Brian Ayres        | Daytona-Yamaha |            | 3      |
| 9   | Gérald Corbaz     | Roland Gabriel     | Schmid-Yamaha  |            | 2      |
| 10  | Wolfgang Stropek  | Karl Altrichter    | Schmid-Yamaha  |            | 1      |
| DNF | Rolf Steinhausen  | Kenny Arthur       | KSA-Yamaha     | ongeluk    |        |
| DNF | Jock Taylor       | Benga Johansson    | Windle-Yamaha  | ongeluk    |        |

1928 · 1929 · 1950 · 1951 · 1952 · 1954 · 1955 · 1956 · 1957 · 1958 · 1959 · 1960 · 1961 · 1962 · 1963 · 1964 · 1965 · 1966 · 1967 · 1968 · 1969 · 1970 · 1971 · 1972 · 1973 · 1974 · 1975 · 1976 · 1977 · 1978 · 1979 · 1980 · 1981 · 1982 · 1983 · 1984 · 1985 · 1986 · 1987 · 1988 · 1989 · 1990 · 1991